# Robāţ-e Shūrīn
Robāţ-e Shūrīn (persiska: رُباطِ شَوَرين, رُباطِ شِوِرين, رُباط, Robāţ-e Shavarīn, رباط شورین) är en ort i Iran.   Den ligger i provinsen Hamadan, i den nordvästra delen av landet, 270 km väster om huvudstaden Teheran. Robāţ-e Shūrīn ligger 1 756 meter över havet och antalet invånare är 968.
Terrängen runt Robāţ-e Shūrīn är platt åt sydväst, men åt nordost är den kuperad.Runt Robāţ-e Shūrīn är det ganska tätbefolkat, med 199 invånare per kvadratkilometer. Närmaste större samhälle är Pasragad Branch, 14,9 km sydväst om Robāţ-e Shūrīn. Trakten runt Robāţ-e Shūrīn består i huvudsak av gräsmarker.